# ギー2世 (サン＝ポル伯)

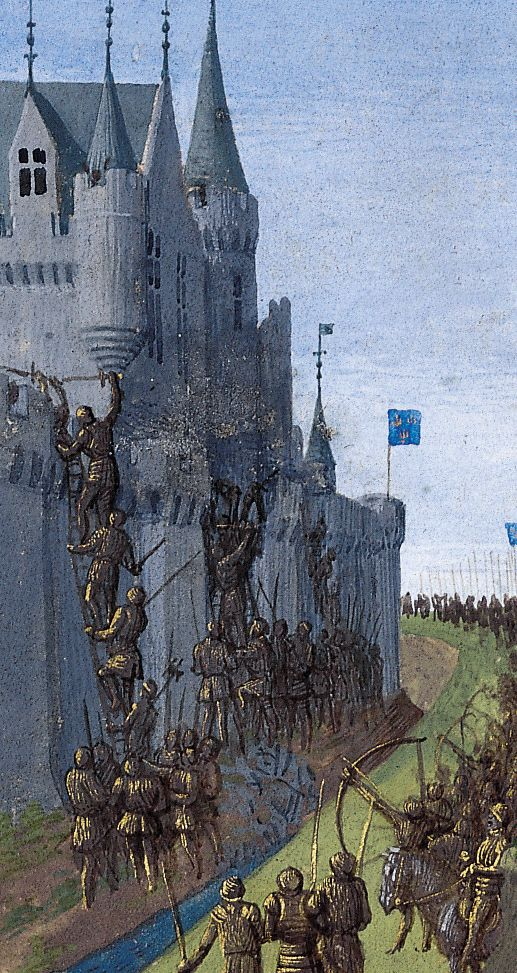
ギーが戦死したアヴィニョン包囲戦（15世紀の『フランス大年代記』より、ジャン・フーケ画）

ギー2世（フランス語：Guy II, 1197年ごろ - 1226年）またはギー4世・ド・シャティヨン（Guy IV de Châtillon）は、事実上のサン＝ポル伯（2世）（在位：1219/23年 - 1226年）。

## 生涯
ギー2世は、ゴーシェ3世・ド・シャティヨンとサン＝ポル伯領の相続人エリーザベトの長男として1197年ごろに生まれた。1219年に父ゴーシェ3世が亡くなると、モンジェ＝ラ＝トゥールの城とサン＝ポル伯領を相続したが、母エリーザベトは終身居住権を保持していた。弟のユーグはシャティヨン、クレシー、そしてシャンパーニュ伯領の執事職を継承した。ギーとユーグは、父ゴーシェ3世が自らの領地を遺言執行者であるフィリップ2世・ド・ナントゥイユの後見下に置くことに同意した。
父親の富と名声により、ギー2世は非常に有利な結婚をすることができた。1221年、ギー2世はエルヴェ4世・ド・ドンジーの娘アニェス・ド・ドンジーと結婚した。アニェスは後のフランス王ルイ8世の長男フィリップと婚約していたが、フィリップは1218年に早世した。その後、フィリップの弟ルイ（後のルイ9世）と結婚することになっていたが、この結婚は実現しなかった。ギー2世との結婚は近親婚であるとして異議を唱えられたが、夫婦は教皇の認可を受けた。結婚前に、ギーとユーグはフランス王フィリップ2世と協定を結び、ポン＝サント＝マクサンスの共同領主権をフィリップ2世に譲渡し、フィリップ2世はこれまで王の即位時にヌヴェール伯に支払う必要があったヌヴェールの償還の権利をギーらに譲った。
1223年、母エリーザベトはサン＝ポルの統治権をギーに譲渡したが、この譲渡の正確な条件は不明である。エリーザベトは伯妃と呼ばれ続けたが、ギーは自らを「サン＝ポル伯の息子」と名乗ることを好んだ。1224年、ギーと弟ユーグはシャンパーニュ伯ティボー4世から、すべての城をいつでも提供できるよう強制された。つまり、封建領主であるティボー4世が必要に応じて利用できるようにする義務を負うこととなった。ギーは1224年にティボー4世のクリスマス宮廷に出席した。この時のティボー4世の特許状では、ギーはサン＝ポル伯とされている。
1225年8月、ギーは礼拝堂の建設のためにトロワシーのドムス・デイ（修道院）に年間10リーヴル・トゥルノワを寄付した。ここは最終的にラムール・デュー修道院となる。妃アニェスは1225年におそらく出産中に亡くなった。1226年、ギーは自分と亡き妻の魂のために、ポン＝オー＝ダムにシトー会女子修道院を創建した。ギーは毎年、クレイエの製粉所から小麦10アルムドとモンジェの領地から10リーブルを寄付した。しかし、これは全く新しい修道院であった。
1226年、ギーはアルビジョワ十字軍にむけて王軍のティボー4世に従った。アヴィニョン包囲戦では、8月8日に城壁に対し大規模な攻撃を指揮したが、投石を受けて戦死した。ルイ8世は遺体を鉛の棺に納め、埋葬のためにロンゴーの修道院に運ぶよう命じた。
サン＝ポル伯領は母エリーザベトに戻され、エリーザベトはそれを次男ユーグに譲った。ギーの息子ゴーティエは母アニェスの領地を相続した。

## 子女
ギーとアニェス・ド・ドンジーの間に以下の子女が生まれた。
- ゴーシェ（1221年頃 - 1250年） - ジャンヌ・ド・クレルモンと結婚
- ヨランド（1221年 - 1254年） - アルシャンボー9世・ド・ブルボンと結婚